# Veli Lampi
Veli Lampi (Seinäjoki, 20 maart 1984) is een Fins voormalig betaald voetballer die bij voorkeur als vleugelverdediger speelde. Hij kwam van 2002 tot en met 2017 uit voor VPS Vaasa, HJK Helsinki, FC Zürich, Willem II en Arsenal Kiev. Lampi was van 2006 tot en met 2015 international in het Fins voetbalelftal, waarvoor hij 33 interlands speelde.

## Carrière
Lampi werd in de seizoenen 2006/07 en 2008/09 met FC Zürich landskampioen van Zwitserland. Hij tekende in juli 2010 een tweejarig contract bij Willem II met een optie voor nog een seizoen. Daar kwam hij zijn landgenoten Niki Mäenpää en de een maand eerder aangetrokken Juha Hakola tegen. Op 7 augustus 2010 maakte hij tegen Heracles Almelo zijn debuut voor de Tilburgers (3-0 nederlaag). Na de degradatie van Willem II tekende hij in juli 2011 voor drie jaar bij Arsenal Kiev. Eind oktober 2013 vroeg die club faillissement aan.

## Clubstatistieken
| Seizoen | Club         | Competitie        | Duels | Goals |
| ------- | ------------ | ----------------- | ----- | ----- |
| 2002    | VPS Vaasa    | Veikkausliiga     | 7     | 0     |
| 2003    | VPS Vaasa    | Ykkönen           | 22    | 2     |
| 2004    | VPS Vaasa    | Ykkönen           | 24    | 4     |
| 2005    | HJK Helsinki | Veikkausliiga     | 26    | 0     |
| 2006    | HJK Helsinki | Veikkausliiga     | 23    | 0     |
| 2006/07 | FC Zürich    | Axpo Super League | 11    | 0     |
| 2007/08 | FC Zürich    | Axpo Super League | 24    | 0     |
| 2008/09 | FC Zürich    | Axpo Super League | 28    | 0     |
| 2009/10 | FC Zürich    | Axpo Super League | 12    | 0     |
| 2009/10 | → FC Aarau   | Axpo Super League | 16    | 0     |
| 2010/11 | Willem II    | Eredivisie        | 28    | 0     |
| 2011/12 | Arsenal Kiev | Vysjtsja Liha     | 12    | 1     |
| 2012/13 | Arsenal Kiev | Vysjtsja Liha     | 3     | 0     |
| 2013/14 | Arsenal Kiev | Vysjtsja Liha     | 5     | 0     |
| 2014    | HJK Helsinki | Veikkausliiga     | 23    | 1     |
| 2015    | HJK Helsinki | Veikkausliiga     | 14    | 0     |
| 2016    | VPS Vaasa    | Veikkausliiga     | 21    | 0     |
| 2017    | VPS Vaasa    | Veikkausliiga     | 24    | 0     |

## Erelijst
HJK Helsinki
- Fins landskampioen

2006, 2014
- Suomen Cup

2006, 2014
 FC Zürich
- Axpo Super League

2006/07, 2008/09